# John A. Choi Jae-seon
John A. Choi Jae-seon (koreanisch: 최재선 요한; * 7. Januar 1912 in Ulsan, Südkorea; † 3. Juni 2008 in Pusan) war römisch-katholischer Bischof von Pusan in Südkorea.

## Leben
John A. Choi Jae-seon trat 1926 in das Priesterseminar im Bistum Daegu ein. Er empfing die Priesterweihe am 11. Juni 1938 in Pusan. 1957 wurde er von Pius XII. zum Titularbischof von Fussala ernannt und zum Apostolischen Vikar von Pusan bestellt. Die Bischofsweihe am 30. Mai 1957 spendeten ihm Thomas F. Quinlan sowie Paul Marie Kinam Ro und John Baptist Sye Bong-Kil. 1962 wurde er zum ersten Bischof des Bistums Pusan in Südkorea berufen.
Seinem Rücktrittsgesuch wurde 1973 durch Paul VI. stattgegeben mit gleichzeitiger Ernennung zum Titularbischof von Tanaramusa. 1975 gründete er die südkoreanische Missionsgesellschaft (Korean Missionary Society).